# Bernecebaráti
Bernecebaráti es un pueblo húngaro perteneciente al distrito de Szob, condado de Pest.

## Superficie
Cuenta con una superficie de 37,69 km².

## Demografía
Hasta 2024 la población era de 796 habitantes, con una densidad de población de 21,11 hab/km².
| Gráfica de evolución demográfica de Bernecebaráti entre 2020 y 2024 |
|                                                                     |
| Datos según la Oficina Central de Estadística de Hungría.           |